# Seznam kulturních památek v Jihlavě – část Jihlava
Tento seznam nemovitých kulturních památek v části Jihlava ve městě Jihlava v okrese Jihlava vychází z  Ústředního seznamu kulturních památek ČR, který na základě zákona č. 20/1987 Sb., o státní památkové péči, vede Národní památkový ústav jako ústřední organizace státní památkové péče. Údaje jsou průběžně upřesňovány, přesto mohou obsahovat i řadu věcných a formálních chyb a nepřesností či být neaktuální. 
Pokud byly některé části dotčeného území vyčleněny do samostatných seznamů, měly by být odkazy na tyto dílčí seznamy uvedeny v úvodu tohoto seznamu nebo v úvodu příslušné sekce seznamu.

### Jihlava (evidenční část obce)

#### ZSJ Jihlava-historické jádro
Viz Seznam kulturních památek v Jihlavě – historické jádro.

#### ZSJ Na valech
|  |  | Hledat fotografie a kategorie ve Wikimedia Commons podle rejstříkového čísla památky | Nahrát snímek k tomuto tématu do úložiště Wikimedia Commons |  |

|  | Kategorie „Socha svatého Jana Nepomuckého v Křižíkově ulici (Jihlava) “ na Wikimedia Commons | Hledat fotografie a kategorie ve Wikimedia Commons podle rejstříkového čísla památky | Nahrát snímek k tomuto tématu do úložiště Wikimedia Commons |  |

|  | Kategorie „Smírčí kámen v Kosovské ulici (Jihlava) “ na Wikimedia Commons | Hledat fotografie a kategorie ve Wikimedia Commons podle rejstříkového čísla památky | Nahrát snímek k tomuto tématu do úložiště Wikimedia Commons |  |

|  | Kategorie „Statue of Pietà in Jihlava “ na Wikimedia Commons | Hledat fotografie a kategorie ve Wikimedia Commons podle rejstříkového čísla památky | Nahrát snímek k tomuto tématu do úložiště Wikimedia Commons |  |

#### ZSJ Na Slunci
|  |  | Hledat fotografie a kategorie ve Wikimedia Commons podle rejstříkového čísla památky | Nahrát snímek k tomuto tématu do úložiště Wikimedia Commons |  |

|  | Kategorie „Kaple mezi Znojemskou a Brtnickou ulicí v Jihlavě “ na Wikimedia Commons | Hledat fotografie a kategorie ve Wikimedia Commons podle rejstříkového čísla památky | Nahrát snímek k tomuto tématu do úložiště Wikimedia Commons |  |

#### ZSJ Znojemská
|  |  | Hledat fotografie a kategorie ve Wikimedia Commons podle rejstříkového čísla památky | Nahrát snímek k tomuto tématu do úložiště Wikimedia Commons |  |

|  | Kategorie „Krucifix ve Znojemské ulici (Jihlava)‎ “ na Wikimedia Commons | Hledat fotografie a kategorie ve Wikimedia Commons podle rejstříkového čísla památky | Nahrát snímek k tomuto tématu do úložiště Wikimedia Commons |  |

#### ZSJ U větrníku
| Památka                                 | Fotografie                                                                   | Rejstříkové číslo v ÚSKP                                                             | Sídelní útvar                                               | Poloha                                                                                               | Popis a poznámky                                                                                       |
| --------------------------------------- | ---------------------------------------------------------------------------- | ------------------------------------------------------------------------------------ | ----------------------------------------------------------- | --- | --- |
| Sloup se sochou Panny Marie (Q37322910) | \| \| \| \| \| \|                                                            | 85946/7-4894 Pam. katalog MIS                                                        | Jihlava                                                     | západně od ulice U Koželuhů, u studánky s lipou, parc. 5659/2 49°23′23,35″ s. š., 15°34′46,55″ v. d. | Sloup se sochou Panny Marie · Poznámka: ZSJ U větrníku. · Zapsáno do státního seznamu před rokem 1988. |
|                                         | Kategorie „Maria column and spring U Skalky (Jihlava) “ na Wikimedia Commons | Hledat fotografie a kategorie ve Wikimedia Commons podle rejstříkového čísla památky | Nahrát snímek k tomuto tématu do úložiště Wikimedia Commons | | |

#### ZSJ Seifertova
|  | Kategorie „Boží muka U Koželuhů (Jihlava) “ na Wikimedia Commons | Hledat fotografie a kategorie ve Wikimedia Commons podle rejstříkového čísla památky | Nahrát snímek k tomuto tématu do úložiště Wikimedia Commons |  |

|  | Kategorie „Fibichova 940 (Jihlava) “ na Wikimedia Commons | Hledat fotografie a kategorie ve Wikimedia Commons podle rejstříkového čísla památky | Nahrát snímek k tomuto tématu do úložiště Wikimedia Commons |  |

|  | Kategorie „Kaple Nanebevzetí Panny Marie v Telečské ulici (Jihlava)‎ “ na Wikimedia Commons | Hledat fotografie a kategorie ve Wikimedia Commons podle rejstříkového čísla památky | Nahrát snímek k tomuto tématu do úložiště Wikimedia Commons |  |

#### ZSJ U hřbitova
|  | Kategorie „Cemetery in Jihlava “ na Wikimedia Commons | Hledat fotografie a kategorie ve Wikimedia Commons podle rejstříkového čísla památky | Nahrát snímek k tomuto tématu do úložiště Wikimedia Commons |  |

|  | Kategorie „Jewish cemetery in Jihlava “ na Wikimedia Commons | Hledat fotografie a kategorie ve Wikimedia Commons podle rejstříkového čísla památky | Nahrát snímek k tomuto tématu do úložiště Wikimedia Commons |  |

|  |  | Hledat fotografie a kategorie ve Wikimedia Commons podle rejstříkového čísla památky | Nahrát snímek k tomuto tématu do úložiště Wikimedia Commons |  |

#### ZSJ U mlýna
|  | Kategorie „Kříž v ulici Na Dolech (Jihlava) “ na Wikimedia Commons | Hledat fotografie a kategorie ve Wikimedia Commons podle rejstříkového čísla památky | Nahrát snímek k tomuto tématu do úložiště Wikimedia Commons |  |

|  |  | Hledat fotografie a kategorie ve Wikimedia Commons podle rejstříkového čísla památky | Nahrát snímek k tomuto tématu do úložiště Wikimedia Commons |  |

|  |  | Hledat fotografie a kategorie ve Wikimedia Commons podle rejstříkového čísla památky | Nahrát snímek k tomuto tématu do úložiště Wikimedia Commons |  |

#### ZSJ Třída Legionářů
|  | Kategorie „Church of the Holy Spirit (Jihlava) “ na Wikimedia Commons | Hledat fotografie a kategorie ve Wikimedia Commons podle rejstříkového čísla památky | Nahrát snímek k tomuto tématu do úložiště Wikimedia Commons |  |

|  |  | Hledat fotografie a kategorie ve Wikimedia Commons podle rejstříkového čísla památky | Nahrát snímek k tomuto tématu do úložiště Wikimedia Commons |  |

|  | Kategorie „Sokol house in Jihlava “ na Wikimedia Commons | Hledat fotografie a kategorie ve Wikimedia Commons podle rejstříkového čísla památky | Nahrát snímek k tomuto tématu do úložiště Wikimedia Commons |  |

|  | Kategorie „Column shrine in Třebízského street (Jihlava) “ na Wikimedia Commons | Hledat fotografie a kategorie ve Wikimedia Commons podle rejstříkového čísla památky | Nahrát snímek k tomuto tématu do úložiště Wikimedia Commons |  |

|  | Kategorie „Granary in Jihlava “ na Wikimedia Commons | Hledat fotografie a kategorie ve Wikimedia Commons podle rejstříkového čísla památky | Nahrát snímek k tomuto tématu do úložiště Wikimedia Commons |  |

#### ZSJ U soudu
| Památka             | Fotografie        | Rejstříkové číslo v ÚSKP                                                             | Sídelní útvar                                               | Poloha                                                | Popis a poznámky                                       |
| ------------------- | ----------------- | ------------------------------------------------------------------------------------ | ----------------------------------------------------------- | ----------------------------------------------------- | ------------------------------------------------------ |
| Kasárna (Q37323246) | \| \| \| \| \| \| | 20643/7-4883 Pam. katalog MIS                                                        | Jihlava                                                     | Tolstého 1557/14 49°23′58,2″ s. š., 15°35′4,34″ v. d. | Kasárna · Zapsáno do státního seznamu před rokem 1988. |
|                     |                   | Hledat fotografie a kategorie ve Wikimedia Commons podle rejstříkového čísla památky | Nahrát snímek k tomuto tématu do úložiště Wikimedia Commons |                                                       |                                                        |

#### ZSJ Heulos
| Památka                                    | Fotografie        | Rejstříkové číslo v ÚSKP                                                             | Sídelní útvar                                               | Poloha                                                                                   | Popis a poznámky |
| ------------------------------------------ | ----------------- | ------------------------------------------------------------------------------------ | ----------------------------------------------------------- | ---------------------------------------------------------------------------------------- | --- |
| Socha svatého Jana Nepomuckého (Q37322874) | \| \| \| \| \| \| | 68408/7-4891 Pam. katalog MIS                                                        | Jihlava                                                     | Okružní, u stezky ke sportovní hale, parc. 6101/3 49°24′19,87″ s. š., 15°35′36,64″ v. d. | Socha sv. Jana Nepomuckého · Poznámka: podle MonumNetu přenesena z Mlýnské ulice ke kostelu sv. Jana Křtitele, podle parcelního čísla a souřadnic v MIS umístěna u Okružní ulice, proti vyústění Mlýnské ulice. ZSJ Heulos. · Zapsáno do státního seznamu před rokem 1988. |
|                                            |                   | Hledat fotografie a kategorie ve Wikimedia Commons podle rejstříkového čísla památky | Nahrát snímek k tomuto tématu do úložiště Wikimedia Commons |                                                                                          | |

#### ZSJ U řeky
|  | Kategorie „Church of Saint John the Baptist (Jihlava) “ na Wikimedia Commons | Hledat fotografie a kategorie ve Wikimedia Commons podle rejstříkového čísla památky | Nahrát snímek k tomuto tématu do úložiště Wikimedia Commons |  |

|  | Kategorie „Calvary in Jihlava “ na Wikimedia Commons | Hledat fotografie a kategorie ve Wikimedia Commons podle rejstříkového čísla památky | Nahrát snímek k tomuto tématu do úložiště Wikimedia Commons |  |

|  | Kategorie „Krucifix u kostela sv. Jana Křtitele (Jihlava) “ na Wikimedia Commons | Hledat fotografie a kategorie ve Wikimedia Commons podle rejstříkového čísla památky | Nahrát snímek k tomuto tématu do úložiště Wikimedia Commons |  |

|  |  | Hledat fotografie a kategorie ve Wikimedia Commons podle rejstříkového čísla památky | Nahrát snímek k tomuto tématu do úložiště Wikimedia Commons |  |

|  |  | Hledat fotografie a kategorie ve Wikimedia Commons podle rejstříkového čísla památky | Nahrát snímek k tomuto tématu do úložiště Wikimedia Commons |  |

|  | Kategorie „Silniční most u Jánů “ na Wikimedia Commons | Hledat fotografie a kategorie ve Wikimedia Commons podle rejstříkového čísla památky | Nahrát snímek k tomuto tématu do úložiště Wikimedia Commons |  |

|  | Kategorie „Pylon (Jihlava, Polenská) “ na Wikimedia Commons | Hledat fotografie a kategorie ve Wikimedia Commons podle rejstříkového čísla památky | Nahrát snímek k tomuto tématu do úložiště Wikimedia Commons |  |

#### ZSJ Královský vršek
|  |  | Hledat fotografie a kategorie ve Wikimedia Commons podle rejstříkového čísla památky | Nahrát snímek k tomuto tématu do úložiště Wikimedia Commons |  |

|  | Kategorie „Pylon (Jihlava, Sokolovská) “ na Wikimedia Commons | Hledat fotografie a kategorie ve Wikimedia Commons podle rejstříkového čísla památky | Nahrát snímek k tomuto tématu do úložiště Wikimedia Commons |  |

#### ZSJ Průmyslová zóna Bedřichov
| Památka                    | Fotografie                                                    | Rejstříkové číslo v ÚSKP                                                             | Sídelní útvar                                               | Poloha                                                          | Popis a poznámky |
| -------------------------- | ------------------------------------------------------------- | ------------------------------------------------------------------------------------ | ----------------------------------------------------------- | --------------------------------------------------------------- | --- |
| Hraniční pylon (Q37323071) | \| \| \| \| \| \|                                             | 101125 Pam. katalog MIS                                                              | Jihlava                                                     | Heroltická, parc. 6167/4 49°25′35,69″ s. š., 15°36′43,05″ v. d. | Hraniční kámen - pylon Poznámka: U rozcestí východně od domu Heroltická 2374/54, polní trať Na hranicích, ZSJ Průmyslová zóna Bedřichov. Památkově chráněno od 10. srpna 2004. |
|                            | Kategorie „Pylon (Jihlava, Heroltická) “ na Wikimedia Commons | Hledat fotografie a kategorie ve Wikimedia Commons podle rejstříkového čísla památky | Nahrát snímek k tomuto tématu do úložiště Wikimedia Commons |                                                                 | |

#### Bedřichov u Jihlavy
Katastrální území Bedřichov u Jihlavy patří k evidenční části Jihlava a MonumNet jej počítá i jako součást sídelního útvaru Jihlava.
Viz Seznam kulturních památek v Jihlavě#Bedřichov u Jihlavy.